# Малка белочела гъска
Малката белочела гъска (Anser erythropus) е сравнително едър представител на семейство Патицови, разред Гъскоподобни, но за отбелязване е, че от своя страна е сред най-дребните членове на род Гъски. Тежи между 1,6 и 2,5 kg. Дължина на тялото 60 cm, размах на крилете около 127 cm. Няма изразен полов диморфизъм.
Има възрастов диморфизъм. Възрастните са сиво-кафяви с голямо бяло петно на челото, което достига задния край на окото; гърдите са с черни препаски. При младите петното на челото и препаските липсват. При всички възрасти има жълт кръг около окото

## Разпространение
Среща се, но изключително рядко в Азия и Европа (включително и България). Прелетна птица, едно от местата и за зимуване е Балканският полуостров. През есенно-зимния период се среща на ята в обработваемите площи и обширни водоеми, понякога с голямата белочела гъска.

## Начин на живот и хранене
Приема предимно растителна храна, зърнени култури.

## Размножаване
Моногамна птица. Гнездото си строи директно на земята, често скрито под някой храст. Снася 4–5 бледокремави яйца с размери 76 х 49 mm и средна маса от 100 g. Мъти само женската в продължение на 25–28 дни. Малките се излюпват достатъчно развити за да могат да се придвижват и хранят самостоятелно.

## Допълнителни сведения
Рядък, недобре изучен вид, включен в Червената книга на застрашените видове.